# كلشان
كلشان هي قرية في مقاطعة سلماس، إيران. عدد سكان هذه القرية هو 1,417 في سنة 2006.